# Almira (Washington)
Almira es un pueblo ubicado en el condado de Lincoln en el estado estadounidense de Washington. En el año 2000 tenía una población de 302 habitantes y una densidad poblacional de 224,2 personas por km².

## Geografía
Almira se encuentra ubicada en las coordenadas 47°42′38″N 118°56′30″O / 47.71056, -118.94167.

## Demografía
Según la Oficina del Censo en 2000 los ingresos medios por hogar en la localidad eran de $30.208, y los ingresos medios por familia eran $34.107. Los hombres tenían unos ingresos medios de $26.429 frente a los $36.563 para las mujeres. La renta per cápita para la localidad era de $15.769. Alrededor del 21,0% de la población estaban por debajo del umbral de pobreza.